# Hypocrita simulata
Hypocrita simulata là một loài bướm đêm thuộc phân họ Arctiinae, họ Erebidae.